# Hyphessobrycon heliacus
Hyphessobrycon heliacus é uma espécie de peixe da família dos caracídeos e da ordem dos caraciformes. Os machos podem alcançar 2,8 cm de comprimento. Vivem em áreas de clima tropical, na América do Sul, mais especificamente, na bacia do rio Tapajós, no Brasil.